# マルバ水戸FC
マルバ水戸FC（マルバみとエフシー、英語: Malva Mito FC）は、茨城県水戸市をホームタウンとするフットサルクラブ。日本フットサルリーグディビジョン2（2部）所属。ホームアリーナはアダストリアみとアリーナ。旧称はmalva水戸FC。

## 歴史
1996年にフットサルの社会人チーム（トップチーム）を設立し、1999年に開始された関東フットサルリーグには第1回から参加している。
2021-22シーズンは関東フットサルリーグ2部に所属していた。2022年3月9日、Fリーグ実行委員会によって日本フットサルリーグ（Fリーグ）への参入が承認され、2022-23シーズンはF2リーグ（2部）でプレーすることとなった。なお、同時にリガーレヴィア葛飾もFリーグに参入している。

## 2022-23シーズン所属選手
- 2 FP  山本汐音
- 5 FP  辛島昌幸
- 7 FP  荒井佑太
- 8 FP  面澤翼
- 10 FP  菊地雄介
- 12 GK  内藤瑠耶
- 14 FP  岡田朋也
- 16 FP  吉田拓生
- 18 FP  小島修人

- 20 GK  半田淳一
- 21 GK  中村亮冶
- 22 FP  京谷泰我
- 23 FP  藤村涼
- 25 FP  久米俊輔
- 27 FP  松本悠佑
- 34 FP  本多亘
- 42 FP  木村浩朗
- 77 FP  坂井佑駿

## 歴代大会結果
- 2011-12 関東フットサルリーグ2部 2位
- 2012-13 関東フットサルリーグ2部 6位
- 2013-14 関東フットサルリーグ2部 3位
- 2014-15 関東フットサルリーグ2部 3位
- 2015-16 関東フットサルリーグ2部 6位
- 2016-17 関東フットサルリーグ2部 2位
- 2017-18 関東フットサルリーグ1部 8位
- 2018-19 関東フットサルリーグ2部 3位
- 2019-20
- 2020-21
- 2021-22 関東フットサルリーグ2部
- 2022-23 Fリーグ2部 2位
- 2023-24 Fリーグ2部 5位
- 2024-25 Fリーグ2部

## 歴代所属選手
- 田口元気
- 檜山昇吾

## 歴代監督
- 鳥飼武志

## malvaサッカースクール
2000年10月には茨城県水戸市にサッカースクールを開校させた。2005年には千葉県に初進出（浦安校）、2008年には埼玉県に初進出（さいたま校）、九州地方に初進出（熊本校）、2009年には東北地方に初進出（山形校）、2011年には東京都に初進出（芝浦校）、2020年には神奈川県に初進出（横浜アソビル校）、東海地方に初進出（名古屋駅前校）している。
2005年にはmalva mito FC U-15が全国大会で優勝、2007年にはmalva mito FCがJFA 全日本U-12フットサル選手権大会（バーモントカップ）で優勝、2011年にはmalva浦安FCがバーモントカップで準優勝、2014年にはmalva mito FC U-15が全国大会で3位、2015年にはmalva千葉FCがバーモントカップで準優勝、2017年にはmalva茨城FCがバーモントカップで3位、2019年にはmalva千葉FCとmalva茨城FCがバーモントカップでそろって3位などの成績を残している。主な卒業生には、大津祐樹、古賀太陽、上田綺世などがいる。